# James Stuart
James Stuart (1843-1913) va ser un matemàtic i polític escocès.

## Vida i Obra
Stuart va estudiar a la Universitat de St Andrews abans d'ingressar al Trinity College (Cambridge) on es va graduar tercer wrangler el 1866. El mateix any va ser escollit fellow del Trinity College. A partir de finals dels anys 60's va començar un programa d'extensió de les classes universitàries a les grans ciutats d'Anglaterra que va rebre gran acollida. Era un reformador docent, ferm partidari de l'educació de les dones, que va encoratjar les universitat d'Oxford i de Londres a posar en marxa programes similars.
El 1875 va ser escollit professor de Mecanismes i Mecànica Aplicada a la universitat de Cambridge, però hi va renunciar poc després perquè el senat de Cambridge s'oposava a les seves idees massa progressistes, tot i que ell va ser un dels primers professors en incloure en el programa les teories de Maxwell sobre l'electricitat i el magnetisme.
El 1884 va iniciar la seva carrera política com a diputat lliberal pel districte de Hackney (Londres) i ho va seguir sent per diferents circumscripcions fins al 1910.
El 1890 es va casar amb Josephine Colman, la filla del propietari de la coneguda fàbrica de mostassa JJ Colman (avui en mans de la Unilever) i en va esdevenir el seu director, portant-la a l'èxit empresarial que ha mantingut fins avui en dia. Va morir el 1913 a l'antiga abadia benedictina de Carrow (Norwich), propietat en aquell temps de la família Colman.
Cap al final de la seva vida (1911) va publicar un llibre de memòries amb el títol de Reminiscences.